# Głębia koloru
Głębia koloru – liczba bitów użytych do reprezentacji koloru danego piksela w określonym modelu przestrzeni barw (zwykle RGB). Im jest ona wyższa, tym większa jest rozdzielczość tonalna kolorów możliwych do uzyskania przy przetwarzaniu danych graficznych lub generowaniu obrazów na wyświetlaczu.
Głębię koloru wyraża się w jednostce bpp (od ang. bits per pixel, czyli bitów na piksel).

## Liczba kolorów
Aby określić liczbę możliwych do uzyskania kolorów {\displaystyle (x)} dla konkretnej (wyrażonej w bitach) głębi kolorów {\displaystyle (y),} należy zastosować równanie:
{\displaystyle x=2^{y}.}
Przykładowo dla obrazu o 8-bitowej głębi koloru będzie to:
{\displaystyle 2^{8}=256.}

## Porównanie głębi koloru
Przykład tego samego obrazu (skompresowanego bezstratnie) w pięciu różnych głębiach koloru, z podanymi rozmiarami plików i wartościami określającymi procentowe zmniejszenie ich rozmiarów (ze względu na mniejszą ilość pamiętanych danych):

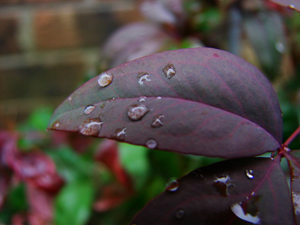
24 bity = 16 777 216 kolorów 98 KB
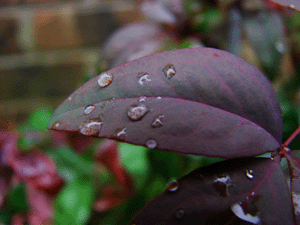
8 bitów = 256 kolorów 37 KB (−62%)
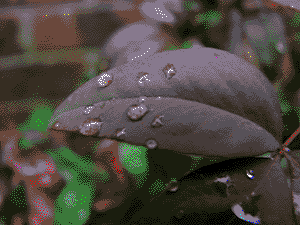
4 bity = 16 kolorów 13 KB (−87%)
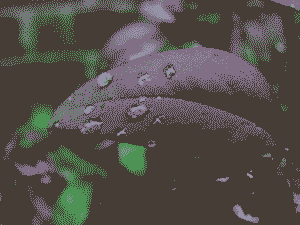
2 bity = 4 kolory 6 KB (−94%)
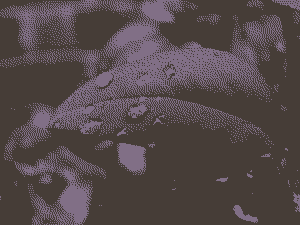
1 bit = 2 kolory 4 KB (−96%)